# Pəzməri
Pəzməri è un comune dell'Azerbaigian situato nel distretto di Ordubad.